# サバンナセンザンコウ
サバンナセンザンコウ（Manis emminckiiまたはSmutsia emminckii）は哺乳綱鱗甲目センザンコウ科の種。

## 分布・生息地
アフリカ東部～南部に分布。草原、熱帯雨林、温帯林に生息。

## 形態
体長は50-60cm、体重は15-18kg。流線型の体をしており、褐色～黄褐色の鱗を持つ。

## 生態
蟻食性で、地中や地上にある、シロアリやアリを巣を、爪で壊して食べる。単独制。妊娠期間は120日。産仔数は1-2。